# クロバナロウバイ
クロバナロウバイ（学名: Calycanthus floridus）は、ロウバイ科クロバナロウバイ属に分類される落葉低木の1種である。北アメリカ東部原産であり、世界各地で観賞用に栽培されている。葉は対生し、花期は4–7月、多数の赤褐色の花被片がらせん状についた直径5センチメートルほどの花が咲く（図1）。葉柄や葉裏に毛が多く花の芳香が強いニオイロウバイ（C. f. var. floridus）と、葉柄や葉裏に毛が少なく花の匂いが弱いアメリカロウバイ（C. f. var. glaucus）の2変種に分けられている。「クロバナロウバイ」の名は、ニオイロウバイやアメリカロウバイの別名とされることもある。

## 特徴
落葉低木であり、高さ 0.5–3.5 m ほどになる（図2a）。枝を削ると芳香がする。腋芽は、葉柄の基部に部分的に覆われている。葉は対生し、葉柄は長さ 3–10 mm、有毛から無毛、葉身は楕円形から卵形（最大幅は中央付近から基部より）、5–15 × 2–6 cm、基部は鋭形から切形、先端は尖鋭形から鈍形（図1, 2b）。葉表（向軸面）は光沢がある濃緑色（図2b）。葉裏（背軸面）は緑色または灰白色、有毛または無毛。葉はふつう芳香をもち、秋に黄葉して落葉する。
花期は4–7月（日本では5–6月）、枝の先端に直径 3–6 cm ほどの赤褐色の花がつく（図1, 3a, b）。しばしば強い芳香（イチゴやパイナップルに例えられる）がある。花被片は長楕円形から倒卵状披針形、20–40 × 3–8 mm、先端は鋭形（図3a, b）。雄しべは10-20個、長楕円形。果実は痩果、多数の痩果が発達した花托に包まれて集合果となる（図3b）。集合果は円筒形から梨形または球形、2–6 × 1–3 cm（図3c）。少なくとも一部は無配生殖（無融合種子形成）が可能であることが報告されている。アルカロイドであるカリカンチン（calycanthine）を含み、有毒である。染色体数は 2n = 22、33。

## 分布
北米東部（ペンシルバニア州からミシシッピ州、フロリダ州）の温帯域に分布する。
世界各地で観賞用に栽培されており、日本へは、明治中期から大正期に導入された。

## 人間との関わり

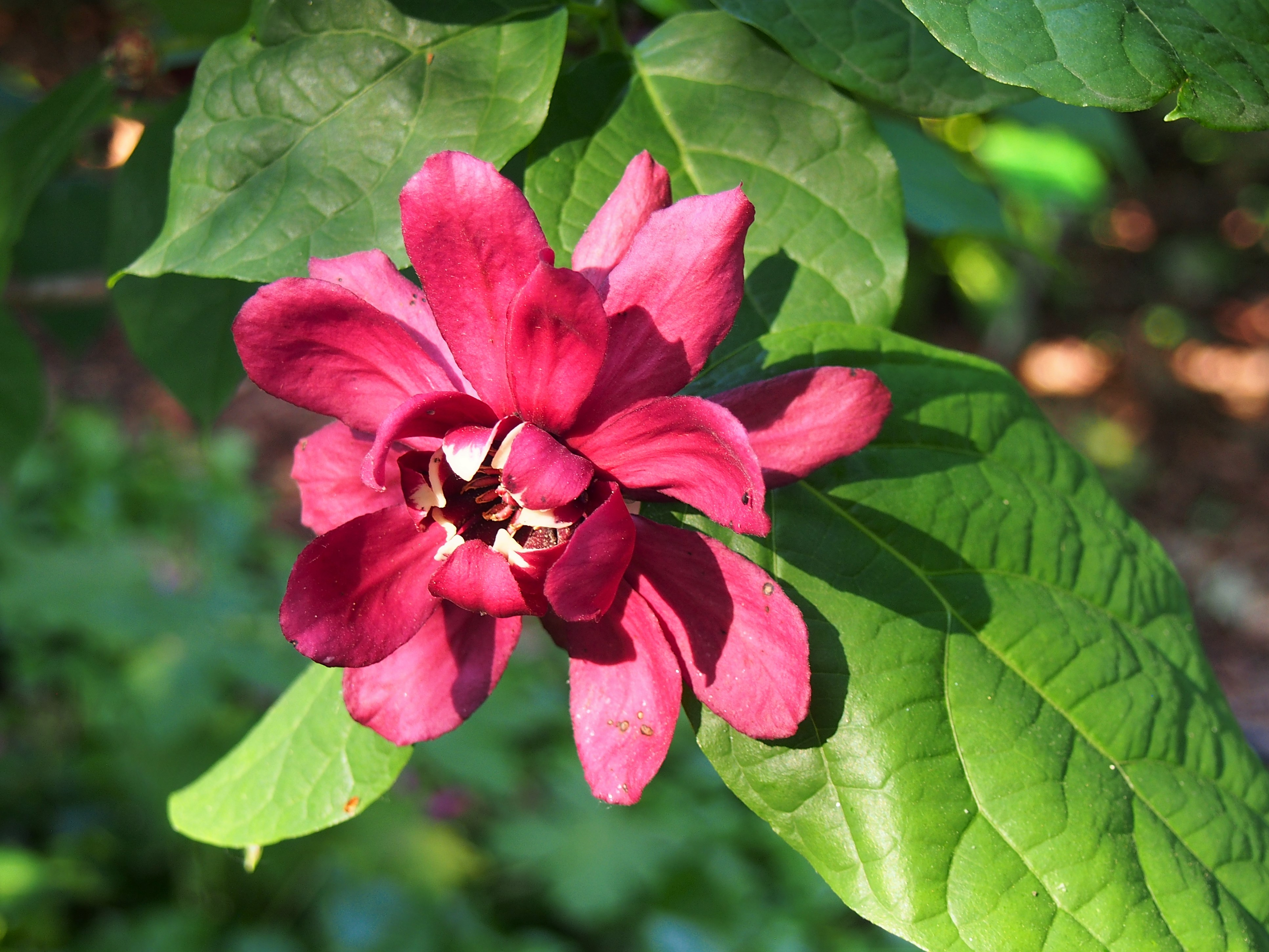
4. ‘ハートレージワイン (Hartlage Wine)’

観賞用に庭木などとして栽培される。また、切り花として利用されることもある。クロバナロウバイの栽培品種も作出されており、‘Michael Lindsey’、‘Edith Wilder’、‘Athens’などがある。また、クロバナロウバイとナツロウバイ（Calycanthus chinensis）の交配によって‘ハートレージワイン (Hartlage Wine)’（図4）、‘Solar Flare’、‘Dark Secret’が、クロバナロウバイ、ナツロウバイ、Calycanthus occidentalis の3者の交配によって‘ホワイトドレス (White Dress)’、‘Venus’が作出されている。
栽培には、水はけがよく、夏に極端には乾燥しない、腐植質に富んだ日向から半日陰の場所が適する。夏の高温期には朝か夕方に水やりをする。2月上旬から3月下旬、および開花後の6月上旬から下旬に施肥する。特に問題となる病虫害はない。挿し木や株分け（吸枝）によってふやす。
北米の先住民は、樹皮や葉、根を薬用とし、また樹皮を香辛料として利用していた。

## 分類
学名のうち、属名の Calycanthus は、ギリシア語の kalyx（萼）と anthos（花） に由来し、種小名の floridus はフロリダを意味する。
クロバナロウバイの種内分類群として、一般的に下記の2変種（ニオイロウバイ、アメリカロウバイ）が認められており、葉裏などの毛の多寡と花の匂いの強さで区別されている。ただし、両変種の区別は明瞭ではないこともある。アメリカロウバイは、別種（Calycanthus fertilis）とされていたこともある。また、「クロバナロウバイ」の名は、ニオイロウバイやアメリカロウバイの別名とされることもある。
表1. クロバナロウバイの分類体系
- クロバナロウバイ[1] Calycanthus floridus L. (1759)
シノニム: Beureria florida (L.) Kuntze (1891); Butneria florida (L.) Kearney (1894)
  - ニオイロウバイ（クロバナロウバイ、アカバナロウバイ）[1][13] Calycanthus floridus var. floridus[15]
シノニム: Basteria calycanthus Mill. (1768); Butneria mohrii Small (1903); Calycanthus acuminatus K.Koch (1853); Calycanthus asplenifolius K.Koch (1869); Calycanthus bullatus K.Koch (1869); Calycanthus incisus Sommé (1825); Calycanthus mohrii (Small) Small ex Pollard (1908); Calycanthus mollis Raf. (1838); Calycanthus sterilis Walter (1788); Calycanthus tomentosus Raf. (1838) など[15]
枝、葉柄、葉裏に毛が密生する。花の香りが強い。
  - アメリカロウバイ（クロバナロウバイ）[1][14] Calycanthus floridus var. glaucus (Willd.) Torr. & A.Gray (1840)[16]
シノニム: Beureria ferax (Michx.) Kuntze (1891); Beureria fertilis (Walter) Kuntze (1891); Beureria laevigata (Willd.) Millsp.; Butneria fertilis (Walter) Kearney (1894); Butneria fertilis var. ferax (Michx.) C.K.Schneid. (1904); Butneria fertilis f. nana (Loisel.) C.K.Schneid. (1905); Butneria nana (Loisel.) Small (1903); Calycanthus ferax Michx. (1803); Calycanthus fertilis Walter (1788); Calycanthus floridus var. laevigatus (Willd.) Torr. & A.Gray (1840); Calycanthus floridus var. oblongifolius (Nutt.) Boufford & Spongberg (1981); Calycanthus glaucus Willd. (1809); Calycanthus inodorus Elliott (1821); Calycanthus laevigatus Willd. (1809); Calycanthus nanus Loisel. (1802); Calycanthus oblongifolius (Nutt.) G.Don (1830); Calycanthus pensylvanicus Lodd. ex G.Don (1830), not validly publ.; Calycanthus philadelphicus Sommé (1825); Calycanthus reticulatus Raf. (1838); Calycanthus verrucosus Raf. (1838) など[16]
枝、葉柄、葉裏は無毛または毛が散生する。花の香りが弱い。

Calycanthus brockianus Ferry & Ferry f. (1987)（図5）は、花色が緑色の点で区別され、またクロバナロウバイとは交配できない。しかし、緑色を帯びた花はクロバナロウバイでも見られることがあり、またクロバナロウバイは無配生殖（無融合種子形成）が可能であることが報告されている。そのため、Calycanthus brockianus はクロバナロウバイにおける特異な三倍体集団であることが示唆されている。

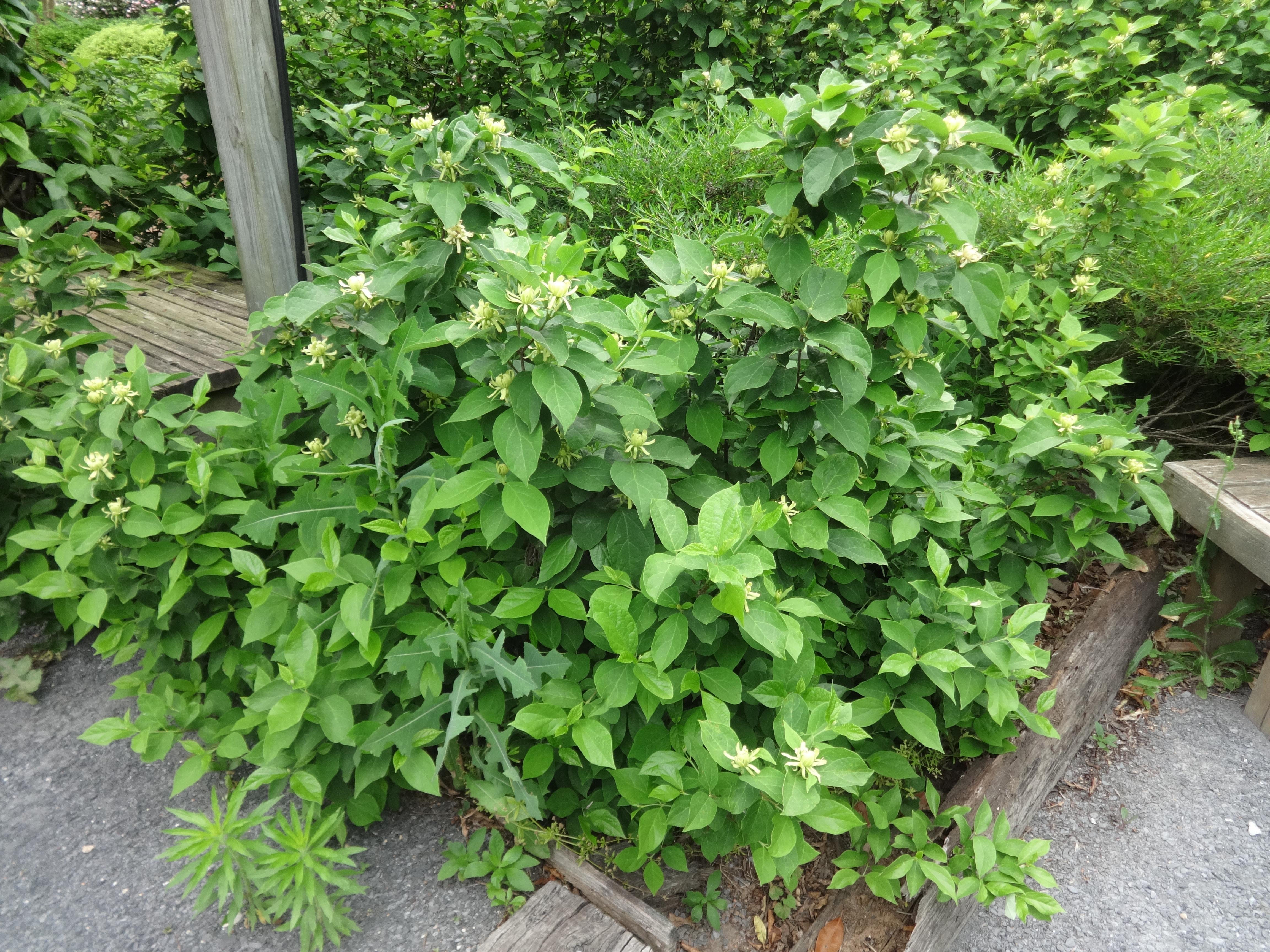
5. 花期の

北米西部に分布する類似種の Calycanthus occidentalis は、腋芽が露出すること、花被片は線形から卵状楕円形で先端が丸いこと、雄しべは10–15個で線形から長楕円形であること、集合果が鐘形であることなどでクロバナロウバイと区別できる。